# Rebibbia

Rebibbia is een metrostation in de Italiaanse hoofdstad Rome. Het station werd geopend op 7 december 1990 en is het noordelijke eindpunt van lijn B van de metro van Rome.

## Geschiedenis
In het metroplan van 1941 was lijn C opgenomen die het Foro Italico via de binnenstad met het industriegebied bij Rebibbia zou verbinden. Wijzigingen in de metroplannen na de Tweede Wereldoorlog betekenden dat lijn C uiteindelijk een zuidelijker gelegen route volgt en Rebibbia via de oosttak van lijn B een aansluiting op het metronet kreeg. De bouw van deze oosttak begon in 1982 en werd in 1990 voltooid. Rebibbia werd het voorlopige eindpunt want zowel in 1941 als in 1990 was het de bedoeling om de lijn verder te laten lopen. In 1941 zou de route door het industriegebied ten oosten van het station lopen, terwijl de nieuwe plannen de lijn langs de gevangenis naar het noorden laten lopen met een eindpunt buiten de GRA, de ringweg van Rome. De lijn en het station werden op 7 december 1990 geopend en een dag later kon het publiek de metro nemen.

## Ligging en inrichting
Het bakstenen stationsgebouw staat langs de Via Tiburtina tussen de Via di Casal dei Pazzi en “Città Penitenziaria”, de gevangenissen aan de noordrand van Rebibbia. In 2014 werd een van de muren bij de ingang opgesierd door cartoonist Zerocalcare met een tekening van een mammoet. De indeling van het station is gelijk aan die van de standaard ondiep gelegen stations van lijn A, de afwerking is echter met tegelwerk in plaats van tufsteen, bovendien is er geen sprake van een ondergrondse verdeelhal.